# Departament de Granada
El Departament de Granada és un departament de Nicaragua. La seva capçalera departamental és Granada.
La ciutat de Granada va ser fundada entre Xalteva, (Jalteva), i el Cocibolca o Gran Llac de Nicaragua, pel conqueridor espanyol Francisco Hernández de Còrdova l'any 1524, constituint-se en un dels assentament s colonials més antics del centreamèrica.

## Municipis
1. Diriá
2. Diriomo
3. Granada
4. Nandaime